# Gracciano dell'Elsa
Gracciano dell'Elsa è una frazione del comune italiano di Colle di Val d'Elsa, nella provincia di Siena, in Toscana.

## Storia
Si chiamava Aelsa (Aelsae) il luogo dove poi è sorto Gracciano dell'Elsa ed è quì che era situata l'antica Pieve a Elsa. Da Aelsa sono poi nati i nomi Valdelsa e Gracciano dell'Elsa che alcune volte veniva chiamato anche "Grasciano" o "Gracchiano".  Aelsa era esposta agli assalti dei ghibellini di Siena  che erano nemici dei guelfi valdelsani e dei guelfi di Siena che si rifugiavano in questo luogo . Il 17 giugno 1269, in questo territorio, ci fu la battaglia tra guelfi e ghibellini che decretò la fine del potere ghibellino in Toscana. In questo luogo, il 1° luglio , si festeggia San Marziale. Gracciano dell'Elsa comprende tutto il territorio che inizia dal ponte di Santa Giulia fino alla zona chiamata Florentia di Gracciano , dove poi è sorto il quartiere graccianese dell'Agrestone.

## Stemma simbolico
Lo stemma simbolico del territorio di Gracciano dell'Elsa venne scelto dalle famiglie di questo territorio, il 25 novembre 1881, ed è uno scudo azzurro con il pilastro romano, la mezzaluna e i due gigli (uno rosso in campo bianco ed uno bianco in campo azzurro) nella parte superiore. I colori sono quattro: azzurro, bianco, giallo e rosso. L'immagine dello stemma simbolico del territorio di Gracciano dell'Elsa, alcune volte, ha anche un asinello che porta sulla groppa il drappo con il pilastro, la mezzaluna e i due gigli. Presente in vari ambiti: sport , cultura e società. Dal 2016 viene utilizzato anche per rappresentare la famiglia: pilastro come paternità, mezzaluna come maternità e i gigli come figli.

## Monumenti e luoghi d'interesse
Vi si trova l'oratorio/cappella della famiglia Taviani costruita, in sostituzione della distrutta Cappella di Buonriposo (che conteneva un affresco della Madonna ritenuto miracoloso), nel 1537 da Lorenzo di Francesco di Mino, detto Nencino del Grasso di Strove. La cappella conserva ancora una Madonna col Bambino tra San Giovanni evangelista e Santo Stefano, che è in parte rimaneggiata, opera del 1537 del pittore colligiano Giovanni Maria Tolosani.

### Nei dintorni
Poco distanti troviamo i bagni termali de Le Caldane
A nord, verso Colle di Val d'Elsa, vicino al ponte sull'Elsa, troviamo la Chiesa di San Marziale.
Il territorio di Gracciano dell'Elsa comprende anche il quartiere Agrestone sorto nel 1995 nella zona chiamata Florentia di Gracciano  dai valdelsani.